# Shelby Rogers
Shelby Rogers (Mount Pleasant, 13 ottobre 1992) è un'ex tennista statunitense.
Nei tornei del Grande Slam ha ottenuto due quarti di finale, agli Open di Francia 2016 e agli US Open 2020, mentre nel circuito maggiore ha raggiunto tre finali di cui una di categoria WTA 500, a San Jose 2022. Ha raggiunto il suo best ranking in singolare l'8 agosto 2022 alla posizione 30, e in doppio il 28 febbraio alla 40ª posizione.

## Biografia
Shelby Rogers è allenata da Bryan Minton. Ha iniziato a giocare a tennis imitando la sorella Sabra. Il suo idolo è Steffi Graf. I tornei che preferisce sono quello natio di livello WTA a Charleston e gli US Open.
Si è sposata nel dicembre del 2023 con l'hockeista connazionale John Slavik.

## Carriera

### 2009-2013: primi anni
Nel 2010, gioca il suo primo tabellone di qualificazione a livello WTA, a Charleston, grazie a una wild-card: si arrende subito a McHale, in tre set. A settembre, le viene offerta una wild-card per disputare il suo primo slam in carriera, lo US Open: Rogers si arrende a Shuai Peng, dopo un match molto lottato, terminato per 7–6(5), 6(3)–7, 3–6. Grazie a questi risultati, entra tra le prime 400 del mondo.
Nel 2011, l'americana ottiene di nuovo una wild-card a Charleston per il main-draw che non sfrutta cedendo a Jill Craybas.
Nel 2012, non passa le qualificazioni a Charleston. A Yakima, Rogers centra la prima vittoria ITF della carriera, senza cedere alcun set nel suo percorso. Grazie al trionfo, entra tra le prime 300 del mondo. In seguito, esce nelle qualificazioni dell'US Open e di Quebec City.
Nel 2013, Rogers tenta senza successo di passare le qualificazioni ai main-draw del circuito WTA. In aprile, a Charlottesville, vince il secondo titolo ITF della carriera. Grazie al risultato, entra tra le prime 200 del mondo.
Nel WTA di Strasburgo, per la prima volta in carriera, supera i tre turni di qualificazione. Vince solo il primo turno del main-draw contro Marta Domachowska per 6–2. 7–5. Agli Open di Francia, Rogers riceve una wild card per il tabellone principale e viene sconfitta al secondo turno da Carla Suarez Navarro.
Sull'erba, non passa le qualificazioni per Wimbledon. In luglio, a Lexington, vince il suo 3º titolo ITF in carriera. Riceve una wild-card per giocare lo slam di casa: come nel 2010, anche questa volta Rogers non supera il primo ostacolo, cedendo a Caroline Garcia in due set. Chiude la stagione con il 2º titolo ITF stagionale ad Albuquerque. Termina l'anno al n°123 del mondo.

### 2014: prima finale WTA e top-100
Comincia l'anno non passando le qualificazioni ad Auckland e agli Australian Open, ed Acapulco. Vince il primo incontro stagionale del tabellone principale al torneo di Indian Wells a cui accede tramite wild-card. Ottiene solo qualche scarso risultato nei tornei successivi (compreso l'Open di Francia, sconfitta al primo turno da Makarova, e Wimbledon, eliminata nelle qualificazioni).
A luglio entra tramite qualificazioni nel main-draw del torneo Gastein Ladies, che si gioca sulla terra, aggiungendo la seconda vittoria dell'anno nel circuito maggiore contro Kristýna Plíšková. Al secondo turno, supera Carla Suarez Navarro, n°16 del mondo, poi le italiane Giorgi, ed Errani, giungendo in finale che perde contro Andrea Petković in due parziali.
Sul cemento americano, si ferma al secondo turno a Washington dopo aver sconfitto Cornet. La settimana seguente, supera le qualificazioni della Rogers Cup eliminando anche la 1° testa di serie del tabellone cadetto, Shuai Peng (n°40 del mondo). Nel main-draw, sconfigge la wild-card Tomljanovic, Bouchard, n°8 del mondo, per 6–0, 2–6, 6–0, prima vittoria su una top-10. La sua corsa si ferma contro Wozniacki, che s'impone un severo 6–1, 6–0. Questi risultati le permettono di entrare nella top-100, alla posizione n°86.
Agli US Open, l'americana cede nel secondo turno a Flavia Pennetta in due set. In seguito, a Quebec City, alla sua seconda semifinale annuale, viene battuta dalla 1ª testa di serie Venus Williams con un doppio 6–3.
Termina l'anno al n°72 del mondo.

### 2015: stagione negativa, uscita dalla top-100; 3º turno agli US Open
Rogers è protagonista di un inizio di stagione molto negativo: perde sempre all'esordio nei primi 7 tornei giocati, tra main draw (Auckland, Australian Open, Acapulco, Monterrey, Indian Wells e Miami) e qualificazioni (Sydney). La prima vittoria dell'anno arriva sulla terra di Charleston, dove batte Silvia Soler Espinosa, prima di arrendersi al secondo turno a Sorribes Tormo. Tuttavia, nemmeno la terra riporta buoni risultati, vincendo tra Roma, Strasburgo, Madrid e French Open solo un match. Stesso copione sull'erba, dove in tre tornei affrontati, coglie zero successi. Questi pessimi risultati la portano fuori dalla top-100, facendola crollare oltre il 150º posto del ranking.
Ritrova un buon tennis nello slam di casa. Dopo aver superato le qualificazioni, nel tabellone principale, supera Vickery e Nara e raggiungendo il primo terzo turno della carriera, in cui cede alla futura semifinalista Simona Halep. 
Termina l'anno al n°146 del mondo, in netto peggioramento rispetto al 2014: nel corso del 2015, riesce a vincere appena quattro match nei main-draw del circuito maggiore, non raggiungendo nemmeno un quarto di finale.

### 2016: 2° finale WTA , primo quarto di finale slam, approdo in top-50
Rogers decide di iniziare la stagione saltando la trasferta australiana, dedicandosi al circuito ITF negli USA. Si presenta al Rio Open, primo evento WTA a cui prende parte nel 2016. Elimina Mitu, Cepede Royg, Goncalves accedendo alla semifinale, la prima da Quebec City 2014: Rogers supera l'ex top-30 Sorana Cirstea, tornando in una finale WTA dopo due anni dalla prima volta. Come le successe a Bad Gastein, anche in Brasile si arrende all'ultimo turno, perdendo da Francesca Schiavone in tre set. Grazie al risultato raggiunto, ritorna a ridosso della top-100. Sia ad Acapulco che a Indian Wells raggiunge il secondo turno.
Sulla terra non ottiene risultati esaltanti nelle prime due uscite: perde all'esordio sia a Charleston contro Arruabarrena, che a Strasburgo, dopo aver superato le qualificazioni. Si presenta al Roland Garros, direttamente nel main-draw. Sconfigge una dopo l'altra Karolína Plíšková, Elena Vesnina, e la n°12 del mondo, Petra Kvitová, prima di battere Begu negli ottavi, Escludendo le sorelle Williams, era da Davenport nel 2005 che una tennista americana non raggiungeva i quarti nello slam parigino. Rogers però trova la n°4 del mondo Garbine Muguruza a fermarla in due set. Grazie a questo risultato, rientra nella top-100, nella top 60.
Il resto della stagione non regala altri sussulti all'americana, che non va mai oltre il secondo turno nei tornei disputati tra l'erba e il cemento. Chiude la stagione al n°60 del mondo, riuscendo però a salire al n°49 in agosto (nuovo best-ranking).

### 2017: quarti al WTA di Charleston, terzo turno a Wimbledon.
Rogers inizia l'anno a Brisbane dove batte Bouchard prima di cedere a Svitolina. A Hobart, elimina la testa di serie n°2 Sevastova e Arruabarrena, prima di uscire ai quarti di finale. All'Australian Open riceve un sorteggio difficile, in quanto pesca subito Simona Halep, n°4 del mondo, ma, sorprendentemente, Rogers si impone nettamente, per 6–3, 6–1, centrando, contemporaneamente, la prima vittoria a Melbourne, la seconda vittoria su una top-10 e la prima su una top-5. Al secondo turno viene fermata da Ashleigh Barty. Dopo un secondo turno ad Acapulco e Indian Wells, centra il terzo turno a Miami, dove cede alla n°1 del mondo, Angelique Kerber.
Inizia a Charleston la stagione su terra. Al primo turno, elimina Veronica Cepede Royg. Al secondo round, sconfigge la n°1 del seeding e n°11 del mondo, Madison Keys, in tre set. Con il successo su Naomi Ōsaka agli ottavi, raggiunge i primi quarti di finale in un evento WTA Premier, in cui viene fermata da Mirjana Lucic-Baroni. Dopo mediocri risultati a Madrid e Roma, la tennista di Mount Pleasant centra i quarti a Strasburgo, dove si arrende a Shuai Peng in due set. Agli Open di Francia, dove difendeva i quarti di finale, perde al terzo turno da Mladenovic.
Sull'erba, l'americana perde all'esordio a Nottingham (contro Vekic), ma riesce a raggiungere il secondo turno a Mallorca (cedendo a Lisicki) e, soprattutto, il terzo turno a Wimbledon (miglior risultato sui prati londinesi), battendo Boserup e Šafářová, semifinalista nel 2014, prima di arrendersi ad Angelique Kerber, n°1 del mondo, in tre set.
Sul cemento americano, ottiene il miglior risultato all'US Open, dove raggiunge il terzo turno già colto nel 2015: nella circostanza, viene fermata da Elina Svitolina. Nel successivo swing asiatico, ottiene un secondo turno a Tokyo e Hong Kong,e una sconfitta all'esordio a Pechino.
Termina l'anno al n°59 della classifica mondiale.

### 2018-2019: infortunio, rientro e risalita nel ranking
Inizia la stagione all'Australian Open, dove perde all'esordio da Lucic-Baroni, stessa sorte al BNP Paribas Open di Indian Wells. La stagione di Rogers si chiude anticipatamente, per un intervento al ginocchio. Nel ranking, scende oltre il 700º posto in classifica.
Nel 2019, rientra direttamente a Charleston, dove le viene concessa una wild-card: l'americana batte Rodina, ma viene estromessa da Ostapenko al secondo turno.  Dopo un altro primo turno a Strasburgo, disputa il Roland Garros chiudendo la stagione su terra vince al secondo turno contro Carla Suarez Navarro.
Sull'erba continua ad accumulare primi turni a Mallorca e Wimbledon, mentre a Nottingham, dopo le qualificazioni, dopo aver vinto il primo turno contro Shuai Zhang, si ritira nel match successivo contro Bencic.
Il cemento americano non regala nessuna soddisfazione, in quanto esce al primo turno a Washington, e non si qualifica per i main-draw di Toronto, Cincinnati e gli US Open. A Templeton, Rogers riesce a cogliere il quinto titolo ITF della carriera, battendo una rientrante, Coco Vandeweghe, in finale.
Nell'ultima parte della stagione, non si qualifica a Linz e si ferma al primo turno a Lussemburgo.
Grazie ai risultati colti nel corso del 2019, risale nel ranking, chiudendo l'anno al n°174 della classifica mondiale.

### 2020: rientro in top-100 e quarto di finale agli US Open
Rogers partecipa allo Shenzhen Open dove cede a Muguruza al secondo incontro. Si qualifica per il main-draw dell'Australian Open, dove è sempre la spagnola Muguruza, futura finalista, a prevalere. In febbraio, vince il sesto ITF della carriera a Midland. Dopo il primo turno ad Acapulco, Rogers raggiunge il terzo turno al WTA 125K di Indian Wells, dove cede a Pegula.
Da marzo ad agosto, il mondo del tennis è costretto a fermarsi a causa della pandemia mondiale di COVID-19, che porta all'annullamento e/o spostamento di tutti i tornei in calendario e al rinvio dei giochi olimpici al 2021.
Riprende a giocare a Lexington, grazie ad una wild card. Batte Doi e Fernandez, prima d'incontrare nei quarti di finale Serena Williams, n°1 del seeding, sconfiggendola a sorpresa per 1–6, 6–4, 7–6(5). Centra così la terza vittoria in carriera su una top-10, la prima dopo 3 anni; inoltre, è inoltre la prima tennista fuori dalla top-100 a battere Williams dal Roland Garros 2012, quando cedette a Virginie Razzano al primo turno. Rogers accede così alla semifinale, dove si arrende a Jil Teichmann. Grazie al risultato, riesce a rientrare nella top-100, piazzandosi al 95º posto.
Dopo non essere riuscita a qualificarsi per il main-draw del Western & Southern Open, si presenta agli US Open, dove, al secondo turno, sconfigge Elena Rybakina, Petra Kvitová agli ottavi di finale, centrando il primo quarto di finale a New York in carriera. Tra le ultime otto, Rogers si scontra con la futura campionessa del torneo, Naomi Ōsaka.
Grazie all'ottimo risultato, sale al 55º posto della ranking. Termina la stagione al Roland Garros, dove raccoglie una sconfitta all'esordio.

### 2021: quarto turno all'US Open, quarti a Indian Wells.
Rogers inizia la stagione perdendo contro la n.1 del mondo Barty ai quarti del Yarra Valley Classic. All'Australian Open, sconfigge al terzo turno Anett Kontaveit, cedendo di nuovo a Barty, agli ottavi. Prosegue il buon momento ad Adelaide, dove batte Kudermetova e Konta; la sua avventura si ferma ai quarti, dove si arrende alla connazionale Coco Gauff. A Charleston inaugura la stagione su terra eliminando Mladenovic e Anisimova in rimonta, prima di cedere nuovamente a Barty. Nell'altro torneo di Charleston, di categoria WTA 250, l'americana riesce ad approdare ai quarti. A Madrid, subisce la quarta sconfitta stagionale contro Barty. Chiude la magra stagione sul rosso al Roland Garros, perdendo al primo turno; va meglio in doppio, dove, assieme a Martić, raggiunge i primi quarti di finale nella specialità.
Sull'erba di Berlino esce al primo turno contro Rybakina. A Eastbourne, Rogers entra in tabellone da lucky loser ed elimina Bertens. A Wimbledon, centra il miglior risultato stagionale su erba, battendo Stosur e soprattutto Maria Sakkari, semifinalista uscente del Roland Garros. La sua avventura si ferma al terzo turno, sconfitta nuovamente da Rybakina, eguagliando così il suo miglior risultato ai Championships ottenuto nel 2017.
Prende poi parte al torneo di San Josè, dove avvia lo swing americano su cemento, perdendo il derby di primo turno contro la futura campionessa Collins. Non figura bene nemmeno alla Rogers Cup, dove si arrende all'esordio a Potapova. A Cincinnati, sfrutta il ritiro di Collins al primo turno sul punteggio di 6–4, 2–1 in suo favore; al secondo round, cede a Bencic in due parziali.
Agli US Open, eliminate Brengle e Cirstea, ottiene la quinta sfida stagionale contro la n°1 del mondo Ashleigh Barty, contro cui ha sempre perso nelle precedenti quattro occasioni : questa volta è Rogers ad avere la meglio in tre parziali, per 6–2, 1–6, 7–6(5). Agli ottavi cede alla futura campionessa, la britannica Raducanu. In seguito disputa il BNP Paribas Open di Indian Wells, sconfiggendo, dopo tre agevoli turni, la recente finalista degli US Open, Fernandez. La sua corsa termina nei quarti, dove si arrende a Ostapenko in tre parziali. Chiude qui la stagione alla posizione n.40 del ranking.

### 2022: terza finale WTA.
Inizia l'anno con i quarti ad Adelaide, dove viene fermata da Rybakina dopo aver battuto Sakkari. Dopo alcune uscite ai primi turni, compreso lo Slam oceanico, si riprende nel Sunshine Double, giungendo al terzo incontro contro Fernandez, dopo aver battuto Ostapenko, ad Indian Wells; stesso risultato, inclusa la vittoria su Ostapenko, a Miami dove viene fermata da Veronika Kudermetova.
Anche sulla terra affronta difficoltà iniziali, uscendo ai primi turni, prima di ben figurare al Roland Garros, dove viene fermata ai sedicesimi da Kasatkina, dopo aver sconfitto la connazionale Collins.
Inverte la tendenza sull'erba. Difatti gioca un buon torneo a 's-Hertogenbosch battendo nel secondo incontro Rybakina, e venendo fermata solo nelle semifinali da Sabalenka. Nel resto dei tornei sui prati ottiene solo primi e secondi turni, incluso lo Slam londinese.
Sembra aver trovato il suo equilibrio nello swing americano. Inizia al meglio a San Jose, dove con una prestazione superiore alla media batte una dopo l'altra Andreescu, Sakkari, Anisimova, Kudermetova, tutte in due set, arrivando di nuovo in una finale WTA dopo sei anni, cedendo il titolo a Kasatkina dopo aver vinto al tie-break il primo set, con il punteggio 7–6(1), 1–6, 2–6. A Cincinnati arriva, anche grazie al walkover di Anisimova, agli ottavi contro Sabalenka. Stesso percorso di tre incontri anche all'US Open, dov'è Jabeur a batterla. 
Chiude la stagione alla posizione n.46 del ranking.

### 2023- 2024: infortunio, rientro e ritiro.
Inizia l'anno partecipando ai tornei di Adelaide con risultati identici, eliminata al primo turno dopo aver passato i due turni di qualificazione. All'Australian Open 2023 supera al primo turno Hartono, purtroppo incontrando al turno successivo la futura campionessa del torneo, Sabalenka. Ad Abu Dhabi compie una grade prestazione vincendo i due turni di qualificazione, a cui aggiunge altre due vittorie nel main-draw, contro Fernandez e Kontaveit in tre set, prima di perdere contro Bencic in due netti set, per 7–6(5), 6–2. Dopo qualche secondo turno si spinge fino al terzo turno a Charleston fermata sempre dalla svizzera, finalista del torneo. A parte il WTA 1000 di Madrid, in cui raggiunge il secondo turno, si ferma in tutti i successivi torneo all'esordio, Roland Garros e Wimbledon compreso. In seguito a un infortunio al menisco sull'erba, chiude anticipatamente la stagione.
Nel 2024 all'Australian Open, eliminata subito da Raducanu, e prova a rientrare faticosamente in forma con una serie di secondi e primi turni da Miami dove trova la sua prima vittoria in 11 mesi, fino a Cleveland, per un totale di solo cinque vittorie in dieci mesi prima di annunciare, nell'agosto 2024, il ritiro dall'attività tennistica professionistica. Gioca il suo ultimo incontro ufficiale nel primo turno dell'US Open, contro la futura finalista dello slam e connazionale, Pegula.

## Statistiche WTA

### Singolare

#### Sconfitte (3)
| Legenda               | Legenda      |
| --------------------- | ------------ |
| Grande Slam (0)       |              |
| Argenti Olimpici (0)  |              |
| WTA Finals (0)        |              |
| WTA Elite Trophy (0)  |              |
| Dal 2009 al 2020      | Dal 2021     |
| Premier Mandatory (0) | WTA 1000 (0) |
| Premier 5 (0)         | WTA 1000 (0) |
| Premier (0)           | WTA 500 (1)  |
| International (2)     | WTA 250 (0)  |

| N. | Data             | Torneo                                    | Superficie  | Avversaria in finale | Punteggio        |
| 1. | 13 luglio 2014   | Gastein Ladies, Bad Gastein               | Terra rossa | Andrea Petković      | 3–6, 3–6         |
| 2. | 21 febbraio 2016 | Rio Open, Rio de Janeiro                  | Terra rossa | Francesca Schiavone  | 6–2, 2–6, 2–6    |
| 3. | 7 agosto 2022    | Mubadala Silicon Valley Classic, San Jose | Cemento     | Dar'ja Kasatkina     | 7–6(2), 1–6, 2–6 |

### Doppio

#### Sconfitte (1)
| Legenda               |
| --------------------- |
| Grande Slam (0)       |
| Argenti Olimpici (0)  |
| WTA Finals (0)        |
| WTA Elite Trophy (0)  |
| Dal 2009 al 2020      |
| Premier Mandatory (0) |
| Premier 5 (0)         |
| Premier (0)           |
| International (1)     |

| N. | Data           | Torneo                  | Superficie  | Compagna      | Avversarie in finale                         | Punteggio        |
| 1. | 19 aprile 2015 | Copa Colsanitas, Bogotà | Terra rossa | Irina Falconi | Paula Cristina Gonçalves Beatriz Haddad Maia | 3–6, 6–3, [6–10] |

## Statistiche ITF

### Singolare

#### Vittorie (6)
| Torneo $100.000 (1) |
| Torneo $80.000 (0)  |
| Torneo $75.000 (1)  |
| Torneo $60.000 (1)  |
| Torneo $50.000 (3)  |
| Torneo $25.000 (0)  |
| Torneo $15.000 (0)  |
| Torneo $10.000 (0)  |

| N. | Data              | Torneo                                                   | Superficie  | Avversaria in finale | Score            |
| 1. | 15 luglio 2012    | Yakima Regional Hospital Challenger, Yakima              | Cemento     | Samantha Crawford    | 6–4, 6(3)–7, 6–3 |
| 2. | 28 aprile 2013    | Boyd Tinsley Women's Clay Court Classic, Charlottesville | Terra verde | Allie Kiick          | 6–3, 7–5         |
| 3. | 28 luglio 2013    | Fifth Third Bank Tennis Championships, Lexington         | Cemento     | Julie Coin           | 6–4, 7–6(3)      |
| 4. | 22 settembre 2013 | Coleman Vision Tennis Championships, Albuquerque         | Cemento     | Anna Tatišvili       | 6–2, 6–3         |
| 5. | 29 settembre 2019 | Central Coast Pro Tennis Open, Templeton                 | Cemento     | Coco Vandeweghe      | 4–6, 6–2, 6–3    |
| 6. | 9 febbraio 2020   | Dow Corning Tennis Classic, Midland                      | Cemento (i) | Anhelina Kalinina    | w/o              |

#### Sconfitte (4)
| Torneo $100.000 (0) |
| Torneo $80.000 (1)  |
| Torneo $75.000 (0)  |
| Torneo $60.000 (0)  |
| Torneo $50.000 (3)  |
| Torneo $25.000 (0)  |
| Torneo $15.000 (0)  |
| Torneo $10.000 (0)  |

| N. | Data              | Torneo                                                  | Superficie  | Avversaria in finale | Score            |
| 1. | 9 maggio 2010     | Audi Melbourne Pro Tennis Classic, Indian Harbour Beach | Terra verde | Edina Gallovits-Hall | 6–2, 3–6, 4–6    |
| 2. | 30 settembre 2012 | Lexus of Las Vegas Open, Las Vegas                      | Cemento     | Lauren Davis         | 6(5)–7, 6–2, 6–2 |
| 3. | 4 ottobre 2015    | Lexus of Las Vegas Open, Las Vegas                      | Cemento     | Michaëlla Krajicek   | 3–6, 1–6         |
| 4. | 27 ottobre 2019   | ButlerCars.com Tennis Classic, Macon                    | Cemento     | Katerina Stewart     | 7–6(2), 3–6, 2–6 |

### Doppio

#### Vittorie (2)
| Torneo $100.000 (0) |
| Torneo $80.000 (0)  |
| Torneo $75.000 (0)  |
| Torneo $60.000 (0)  |
| Torneo $50.000 (2)  |
| Torneo $25.000 (0)  |
| Torneo $15.000 (0)  |
| Torneo $10.000 (0)  |

| N. | Data          | Torneo                              | Superficie | Compagna            | Avversarie in finale       | Score             |
| 1. | 7 luglio 2012 | Colorado International, Denver      | Cemento    | Marie-Ève Pelletier | Lauren Embree Nicole Gibbs | 6–3, 3–6, [12–10] |
| 2. | 4 giugno 2015 | Aegon Eastbourne Trophy, Eastbourne | Erba       | Coco Vandeweghe     | Jocelyn Rae Anna Smith     | 7–5, 7–6(1)       |

#### Sconfitte (5)
| Torneo $100.000 (1) |
| Torneo $80.000 (0)  |
| Torneo $75.000 (0)  |
| Torneo $60.000 (0)  |
| Torneo $50.000 (3)  |
| Torneo $25.000 (0)  |
| Torneo $15.000 (0)  |
| Torneo $10.000 (1)  |

| N. | Data             | Torneo                                                   | Superficie  | Compagna          | Avversarie in finale                | Score            |
| 1. | 19 giugno 2010   | Mount Pleasant Womens Pro Classic, Mount Pleasant        | Cemento     | Petra Rampre      | Kaitlyn Christian Caitlin Whoriskey | 4–6, 2–6         |
| 2. | 28 aprile 2013   | Boyd Tinsley Women's Clay Court Classic, Charlottesville | Terra verde | Nicole Gibbs      | Nicola Slater Coco Vandeweghe       | 3–6, 6(4)–7      |
| 3. | 20 aprile 2014   | Dothan Pro Tennis Classic, Dothan                        | Terra verde | Olivia Rogowska   | Anett Kontaveit Ilona Kramen'       | 1–6, 7–5, [5–10] |
| 4. | 1º febbraio 2016 | Dow Corning Tennis Classic, Midland                      | Cemento (i) | Naomi Broady      | Catherine Bellis Ingrid Neel        | 2–6, 4–6         |
| 5. | 30 aprile 2016   | Boyd Tinsley Women's Clay Court Classic, Charlottesville | Terra verde | Aleksandra Panova | Asia Muhammad Taylor Townsend       | 6(4)–7, 0–6      |

## Risultati in progressione
| V | F | SF | QF | #T | RR | Q# | A | Z# | PO | O | F-A | SF-B | ND |

(V) Torneo vinto; raggiunto (F) finale, (SF) semifinale, (QF) quarti di finale, (#T) turni 4, 3, 2, 1; (RR) round - robin; (Q#) Turno di qualificazione; (A) assente dal torneo; (Z#) Zona gruppo Coppa Davis/Fed Cup (con indicazione numero); (PO) play-off Coppa Davis o Fed Cup; vinto un (O) oro, (F-A) argento o (SF-B) bronzo ai Giochi Olimpici; (ND) torneo non disputato.

### Singolare
Statistiche aggiornate a fine WTA Tour 2023.
| Torneo               | 2010                        | 2011                        | 2012                        | 2013                        | 2014                        | 2015                        | 2016                        | 2017                        | 2018                        | 2019                        | 2020                        | 2021                        | 2022          | 2023          | Titoli     | V–S        | V%         |
| -------------------- | --------------------------- | --------------------------- | --------------------------- | --------------------------- | --------------------------- | --------------------------- | --------------------------- | --------------------------- | --------------------------- | --------------------------- | --------------------------- | --------------------------- | ------------- | ------------- | ---------- | ---------- | ---------- |
| Tornei Grande Slam   |                             |                             |                             |                             |                             |                             |                             |                             |                             |                             |                             |                             |               |               |            |            |            |
| Australian Open      | Assente                     | Assente                     | Assente                     | Q1                          | Q2                          | 1T                          | A                           | 2T                          | 1T                          | A                           | 1T                          | 4T                          | 1T            | 2T            | 0 / 7      | 5–7        | 42%        |
| Open di Francia      | Assente                     | Assente                     | Assente                     | 2T                          | 1T                          | 1T                          | QF                          | 3T                          | A                           | 2T                          | 1T                          | 1T                          | 3T            | 1T            | 0 / 10     | 10–10      | 50%        |
| Wimbledon            | Assente                     | Assente                     | Assente                     | Q1                          | Q2                          | 1T                          | 1T                          | 3T                          | A                           | 1T                          | ND                          | 3T                          | 1T            | 1T            | 0 / 7      | 4–7        | 36%        |
| US Open              | 1T                          | A                           | Q2                          | 1T                          | 2T                          | 3T                          | 2T                          | 3T                          | A                           | Q1                          | QF                          | 4T                          | 3T            | A             | 0 / 9      | 15–9       | 63%        |
| Vittorie-Sconfitte   | 0–1                         | 0–0                         | 0–0                         | 1–2                         | 1–2                         | 2–4                         | 5–3                         | 7–4                         | 0–1                         | 1–2                         | 4–3                         | 8–4                         | 4–4           | 1-3           | 0 / 33     | 34–33      | 50.75%     |
| WTA 1000             |                             |                             |                             |                             |                             |                             |                             |                             |                             |                             |                             |                             |               |               |            |            |            |
| Dubai / Qatar        | Assente                     | Assente                     | Assente                     | Assente                     | Assente                     | Assente                     | Assente                     | Assente                     | Assente                     | Assente                     | Assente                     | 2T                          | 1T            | 2T            | 0 / 3      | 2–3        | 40%        |
| Indian Wells         | Assente                     | Assente                     | Assente                     | Assente                     | 2T                          | 1T                          | 2T                          | 2T                          | 1T                          | A                           | ND                          | QF                          | 3T            | 2T            | 0 / 8      | 10–8       | 56%        |
| Miami                | Assente                     | Assente                     | Assente                     | Assente                     | Q1                          | 1T                          | Q1                          | 3T                          | A                           | A                           | ND                          | 2T                          | 3T            | 2T            | 0 / 5      | 6–5        | 55%        |
| Madrid               | Assente                     | Assente                     | Assente                     | Assente                     | Assente                     | Assente                     | Assente                     | Q2                          | A                           | A                           | ND                          | 1T                          | 1T            | 3T            | 0 / 3      | 2–3        | 40%        |
| Roma                 | Assente                     | Assente                     | Assente                     | Assente                     | Assente                     | Q1                          | A                           | 1T                          | A                           | A                           | A                           | 1T                          | 1T            | 1T            | 0 / 4      | 0–4        | 0%         |
| Montréal / Toronto   | Assente                     | Assente                     | Assente                     | Assente                     | 3T                          | A                           | 1T                          | A                           | A                           | Q1                          | ND                          | 1T                          | A             | A             | 0 / 0      | 2–3        | 40%        |
| Cincinnati           | Assente                     | Assente                     | Assente                     | Q1                          | Q1                          | A                           | A                           | A                           | A                           | Q1                          | Q2                          | 2T                          | 3T            | A             | 0 / 0      | 2–2        | 50%        |
| Wuhan / Tokyo        | Non disputato               | Non disputato               | Non disputato               | Non disputato               | A                           | A                           | 1T                          | A                           | A                           | A                           | Non disputato               | Non disputato               | Non disputato | Non disputato | 0 / 0      | 0–1        | 0%         |
| Pechino              | Assente                     | Assente                     | Assente                     | Assente                     | Q2                          | A                           | 1T                          | 1T                          | A                           | A                           | Non disputato               | Non disputato               | Non disputato | A             | 0 / 0      | 0–2        | 0%         |
| Guadalajara          | No WTA 1000 / Non disputato | No WTA 1000 / Non disputato | No WTA 1000 / Non disputato | No WTA 1000 / Non disputato | No WTA 1000 / Non disputato | No WTA 1000 / Non disputato | No WTA 1000 / Non disputato | No WTA 1000 / Non disputato | No WTA 1000 / Non disputato | No WTA 1000 / Non disputato | No WTA 1000 / Non disputato | No WTA 1000 / Non disputato | A             | A             | 0 / 0      | 0–0        | 0%         |
| Statistiche carriera |                             |                             |                             |                             |                             |                             |                             |                             |                             |                             |                             |                             |               |               |            |            |            |
|                      | 2010                        | 2011                        | 2012                        | 2013                        | 2014                        | 2015                        | 2016                        | 2017                        | 2018                        | 2019                        | 2020                        | 2021                        | 2022          | 2023          | Carriera   | Carriera   | Carriera   |
| Tornei giocati       | 1                           | 1                           | 0                           | 3                           | 9                           | 14                          | 15                          | 19                          | 2                           | 9                           | 6                           | 21                          | 17            | 14            | 131        | 131        | 131        |
| Titoli               | 0                           | 0                           | 0                           | 0                           | 0                           | 0                           | 0                           | 0                           | 0                           | 0                           | 0                           | 0                           | 0             | 0             | 0          | 0          | 0          |
| Finali               | 0                           | 0                           | 0                           | 0                           | 1                           | 0                           | 1                           | 0                           | 0                           | 0                           | 0                           | 0                           | 1             | 0             | 3          | 3          | 3          |
| Totale V–S           | 0–1                         | 0–1                         | 0–0                         | 2–6                         | 12–9                        | 4–14                        | 13–15                       | 23–20                       | 0–2                         | 3–9                         | 8–6                         | 28–22                       | 19–17         | 14-14         | 126–133    | 126–133    | 48.65%     |
| Ranking fine anno    | 341                         | 434                         | 217                         | 123                         | 72                          | 146                         | 60                          | 59                          | 780                         | 174                         | 58                          | 40                          | 46            | 145           | $5.404.584 | $5.404.584 | $5.404.584 |

## Vittorie contro giocatrici Top 10
| Stagione | 2014 | 2015 | 2016 | 2017 | 2018 | 2019 | 2020 | 2021 | 2022 | Totale |
| Vittorie | 1    | 0    | 0    | 1    | 0    | 0    | 1    | 1    | 3    | 7      |

| #    | Giocatrice        | Ranking | Evento                           | Superficie  | Turno | Punteggio        | Rank. SRR |
| ---- | ----------------- | ------- | -------------------------------- | ----------- | ----- | ---------------- | --------- |
| 2014 |                   |         |                                  |             |       |                  |           |
| 1.   | Eugenie Bouchard  | 8       | Canadian Open, Montréal          | Cemento     | 2T    | 6–0, 2–6, 6–0    | 113       |
| 2017 |                   |         |                                  |             |       |                  |           |
| 2.   | Simona Halep      | 4       | Australian Open, Melbourne       | Cemento     | 1T    | 6–3, 6–1         | 57        |
| 2020 |                   |         |                                  |             |       |                  |           |
| 3.   | Serena Williams   | 9       | Top Seed Open, Lexington         | Cemento     | QF    | 1–6, 6–4, 7–6(5) | 116       |
| 2021 |                   |         |                                  |             |       |                  |           |
| 4.   | Ashleigh Barty    | 1       | US Open, New York                | Cemento     | 3T    | 6–2, 1–6, 7–6(5) | 43        |
| 2022 |                   |         |                                  |             |       |                  |           |
| 5.   | Maria Sakkarī (1) | 6       | Adelaide International, Adelaide | Cemento     | 2T    | 7–6(5), 2–6, 6–4 | 40        |
| 6.   | Danielle Collins  | 9       | Open di Francia, Parigi          | Terra rossa | 2T    | 6–4, 6–3         | 50        |
| 7.   | Maria Sakkarī (2) | 3       | Silicon Valley Classic, San Jose | Cemento     | 2T    | 6–1, 6–3         | 45        |